# 大連民族大学
大連民族大学（だいれんみんぞくだいがく、英語: Dalian Minzu University、公用語表記: 大连民族大学、民大、大民、大连民大）は、〒116600　中華人民共和国遼寧省大連市金州区遼河西路18号に本部を置く中国の国立大学。1984年創立、1997年大学設置。大学の略称はDLMU。

## 概要
中華人民共和国国家民族事務委員会直属の総合民族大学。1984年に中華人民共和国教育部・国家民族事務委員会・中国科学院・遼寧省人民政府・大連市人民政府の協力で中央民族大学大連校として設立され、1993年から学生募集開始。最初は「東北民族学院」の校名で設立したが、1999年大連民族学院（Dalian Nationalities University）に改称し、2015年大連民族大学（Dalian Minzu University, DLMU）に昇格・改称した。現名で現在に至っている。
中国東北地方および沿海地方において最初で唯一の総合国立民族大学である。中国の全56民族の学生が在籍しており、全学生約1万9千人のうち少数民族の学生が60%以上を占めている。文理16学部を擁し、大連理工大学の支援で特に工学・応用科学に強みを持つ。
国家教育制度改革パイロット校、国家統一・進歩モデル校と英語教育改革デモ校に選出され、遼寧省教育研究実践・卒業学生実践活動モデル校として表彰された。2023年6月には、本学の9専攻が国家級重点専攻として承認され、27専攻が省部級重点専攻として承認された。
教員数は2024年3月時点で約1300人。キャンパスは開発区・金石灘・双D港（DDポート）校区3か所で、総面積約0.78平方キロメートル。

## 組織

### 学部
| - 経済管理学部 - 機械電気工学部 - 生命科学部 - 外国語学部 - 計算機科学・工学部 - デザイン学部 - 土木工学部 - 文法学部（法学・人文社会科学） | - 理学部・予科教育学部 - 国際商学部 - 情報通信工学部 - 環境・資源学部 - 物理・材料工学部 - 建築学部 - 工学教育学部 - 国際文化交流学部 |

### 大学院研究科
| - 民族学（学術） - 生物工程学（学術） - 電子情報学 - 国際商務学 | - 材料化学工学 - 生物医薬学 - 林業学 - デザイン学 |

### 研究所など
- 中華民族研究院
- 東北少数民族研究院
- マルクス主義学院
- イノベーション創業学院
- 体育研究部
- イデオロギー・政治理論教育研究院

### 国家特色専攻
- コンピューターサイエンス
- 芸術デザイン
- プロダクトデザイン
- 日本語
- 生物工程
- 電子情報工学
- 土木工学

## 国際提携
アメリカ合衆国、イギリス、カナダ、ポーランド、日本、韓国などの35の大学と交流・協力関係にある。

### 日本
- 筑波大学[1]
- 秋田大学[1]
- 北陸先端科学技術大学院大学[1]
- 広島大学[2]
- 県立広島大学[3]
- 岡山商科大学[4]
- 大阪産業大学[1]
- 芝浦工業大学[5]
- 金沢星稜大学
- 東日本国際大学[6]

など

### 国家民族事務委員会直属大学
- 中央民族大学（北京）
- 大連民族大学（大連）
- 中南民族大学（武漢）
- 西南民族大学（中国語版、英語版）（成都）
- 西北民族大学（中国語版、英語版）（蘭州）
- 北方民族大学（中国語版）（銀川）